# Markus Mahr
Markus Mahr (* 3. November 2000 in Wien) ist ein österreichischer Handballspieler.

## Karriere
Der gebürtige Wiener begann in der Volksschule durch seine Lehrerin Handball zu spielen. Da diese auch bei WAT Atzgersdorf als Trainerin aktiv war, lief Mahr in seiner Jugend dann für diesen Verein auf. Neben seiner Aktivität im Vereinshandball war er auch in der Handballakademie Bad Vöslau in Ausbildung. In der Saison 2018/19 lief der Rückraumspieler dann in der spusu Challenge auf. 2019/20 war Mahr mittels Förderlizenz für die SG Handball West Wien aktiv. In der Saison 2020/21 nahm Mahr mit der SG Handball West Wien am EHF European Cup teil und feierte damit sein Debüt im internationalen Handball. 2021/22 wurde sein Vertrag von der SG Handball West Wien verlängert. 2022/23 sicherte sich Mahr mit der SG Handball Westwien den Meistertitel in der Handball Liga Austria.
Ab der Saison 2023/24 lief Mahr für Bregenz Handball auf. Im Februar 2025 unterschrieb er einen, ab der Saison 2025/26 gültigen, Zweijahresvertrag beim 1. VfL Potsdam. In seinem letzten Spiel vor dem Wechsel in die Deutsche Bundesliga erlitt Mahr, nach einem Foul von Ivan Horvat, einen offenen Nasenbeinbruch und musste im Landeskrankenhaus Feldkirch operiert werden. Für seine Leistungen in der Saison 2024/25 wurde Mahr als "Spieler der Saison" ausgezeichnet.
Bei der Weltmeisterschaft 2025 warf er sieben Tore in sechs Spielen und belegte mit der Auswahl den 17. Platz.

## Saisonbilanzen

### HLA Meisterliga
| Saison    | Verein                | Spielklasse | Spiele | Tore | 7-Meter        | Feldtore |
| --------- | --------------------- | ----------- | ------ | ---- | -------------- | -------- |
| 2020/21   | SG Handball West Wien | HLA         | 25     | 71   | 0/0            | 71       |
| 2022/23   | SG Handball West Wien | HLA         | 27     | 120  | 35/42 (83 %)   | 85       |
| 2023/24   | Bregenz Handball      | HLA         | 24     | 145  | 48/65 (74 %)   | 97       |
| 2024/25   | Bregenz Handball      | HLA         | 23     | 176  | 40/54 (74 %)   | 105      |
| 2020–2025 | gesamt                | HLA         | 99     | 481  | 123/158 (80 %) | 358      |

### HLA Challenge
| Saison    | Verein          | Spielklasse | Spiele | Tore | 7-Meter      | Feldtore |
| --------- | --------------- | ----------- | ------ | ---- | ------------ | -------- |
| 2018/19   | Wat Atzgersdorf | HBA         | 25     | 111  | 26/34 (76 %) | 85       |
| 2019/20   | Wat Atzgersdorf | HBA         | 23     | 116  | 21/27 (78 %) | 95       |
| 2020/21   | Wat Atzgersdorf | HBA         | 6      | 39   | 11/13 (85 %) | 28       |
| 2021/22   | Wat Atzgersdorf | HBA         | 1      | 2    | 2/2 (100 %)  | 0        |
| 2018–2022 | gesamt          | HBA         | 55     | 268  | 60/76 (79 %) | 208      |

## Erfolge
- SG Handball Westwien
  - 1× Österreichischer Meister 2022/23
- Bregenz Handball
  - HLA Meisterliga "Spieler der Saison" 2024/25